# کانتر استرایک آنلاین
کانتر استرایک آنلاین (انگلیسی: Counter-Strike Online) یک بازی ویدئویی بر اساس مجموعه کانتر استرایک در سبک تیراندازی اول شخص است که توسط شرکت ولو و در سال ۲۰۰۸ و در پلت‌فرم مایکروسافت ویندوز منتشر شده‌است.

## کانتر استرایک آنلاین ۲
در تاریخ ۵ آوریل ۲۰۱۲، نکسان و ولو اعلام کردند که کانتر استرایک آنلاین ۲ در دست توسعه است که با موتور سورس کار می‌کند و گرافیک پیشرفته، فیزیک ضربه قدرتمند و ویژگی‌های جدید بیشتری را ارائه می‌دهد. تأیید شد که کانتر استرایک آنلاین ۲ از نسخه سورس مشابه کانتر استرایک: سورس استفاده می‌کند ولی یک کپی از کانتر استرایک: سورس نیست چون تمام ویژگی‌های بازی مثل مدل‌ها، نقشه‌ها و صداها کاملاً توسط نکسان در کره جنوبی ساخته شده‌است.
هدف بازی در بازار آسیا بود. این بازی رایگان است و مشابه نسخه قبلی از پرداخت خرد استفاده می‌کند. بازی یک بتا بسته را در ۱۶ نوامبر ۲۰۱۱ و یک بتا باز در ژوئن ۲۰۱۳ انجام داد. پس از یک دوره بتا باز، بازی در دسامبر ۲۰۱۳ در بازارهای آسیا منتشر شد، اما در ۲۶ آوریل ۲۰۱۸ سرورهای آن بسته شدند.
نقشه‌های بازی از کانتر استرایک: سورس گرفته شده‌است. برخی نقشه‌ها از نظر گرافیکی به شدت اصلاح شده‌اند، مانند داست ۲، Inferno و ایتالیا. همچنین این بازی نقشه‌های اختصاصی خود را داشت. سلاح‌ها از کانتر استرایک: سورس گرفته شده و سلاح‌های جدید هم داشت. مدل‌های سلاح به شدت اصلاح شده بود. برخی از سلاح‌ها را می‌توان به صورت رایگان تهیه کرد در حالی که سلاح‌های دیگر را می‌توان از طریق امتیازات و دستاوردها به دست آورد. بازیکن می‌توانست با به دست آوردن Kill Point قفل برخی سلاح‌ها را باز کند.